# Зигнер, Роман

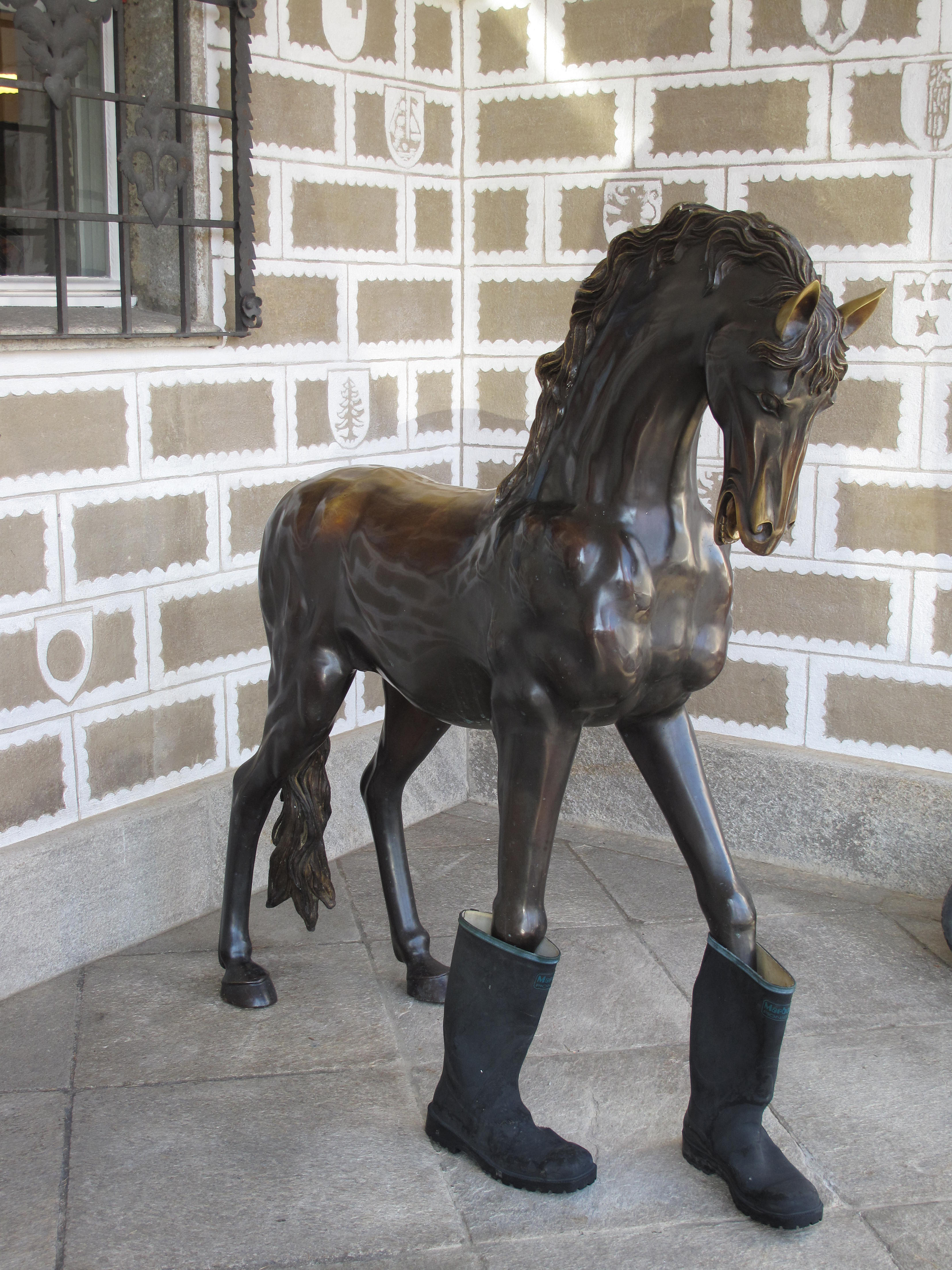
Скульптура лошади. Работа Р.Зигнера в городе Цуоц

Роман Зигнер (нем. Roman Signer, 1938) — швейцарский художник, который занимается скульптурой, фотографией и видео.

## Ранняя жизнь и карьера
Зигнер родился в Аппенцелле, Швейцария. Свою карьеру художника начал в возрасте 28 лет, после работы чертежником архитектора, учеником радиоинженера и непродолжительным стажем работы на фабрике по производству скороварок. С 1966 по 1971 год он учился в школе дизайна в Цюрихе и Люцерне. С 1971-1972 годов учился в Академии изящных искусств в Варшаве.

## Деятельность
Зигнер известен тем, что заставляет обычные повседневные объекты делать необычные вещи. На «Documenta 8» (1987), например, он запустил тысячи листов бумаги в воздух, создав на непродолжительное время эфемерную стену. Для «Skulptur Projekte» в Мюнстере в 1997 он встроил трубку в трость и заставил её танцевать над прудом, рисуя на зеркальной поверхности воды тонкой струей воды. Роман Зигнер представлял Швейцарию на Венецианской биеннале в 1999.
Повседневные объекты, такие как зонты, столы, ботинки, контейнеры, шляпы и велосипеды — небольшая часть визуального словаря художника. Также он использует взрывчатые вещества для быстрых изменений и преобразований, такие природные элементы, как вода, воздух, огонь и земля. Вырывая знакомые объекты из привычного контекста и сочетая их новым неожиданным способом, он открывает зрителю, как ограничен обычный взгляд на окружающие объекты. Его скульптуры и инсталляции, рисунки и видео предлагают переосмысление моделей восприятия, которые мы считаем само собой разумеющимся.
Роман Зигнер всегда описывал себя как скульптора. Исходя из процесс-ориентированной концепции скульптуры 1960-х и 1970-х, художник видит свои работы как пластические формации в пространстве и времени. Он переводит статику и объектную природу традиционной скульптуры во временные скульптуры, расширяя концепцию скульптуры, определяя момент сам по себе как пластический. В его работе действие и скульптура, динамичные и статичные моменты не являются взаимоисключающими, а являются частями одной структуры.

## Влияния
Фотография Зигнера "Wasserstiefel" (Водные сапоги) служит обложкой альбома Upgrade & Afterlife (1996) американской экспериментальной музыкальной группы Gastr del Sol.